# Europalia-monument
Het Europalia-monument is een monumentaal beeldhouwwerk in Nadrin, een deelgemeente van Houffalize in de Belgische provincie Luxemburg. Het beeldhouwwerk is opgetrokken in roze marmer uit Portugal door de Portugese kunstenaar João Charters de Almeida. Het monument werd in 1991 ingehuldigd door de vrouw van de Portugese president Mário Soares in het kader van Europalia Portugal. 
Het werk bestaat uit een gestileerd portiek in de vorm van een dolmen, die symbool staat voor de openheid van Europa. Zowel links als rechts staan zes zuilen die de, op dat moment, twaalf Europese lidstaten voorstelden. Deze zuilen verwijzen naar de menhirs, die als oudste getuigen van de Europese beschaving worden aanzien.

## Fotogalerij

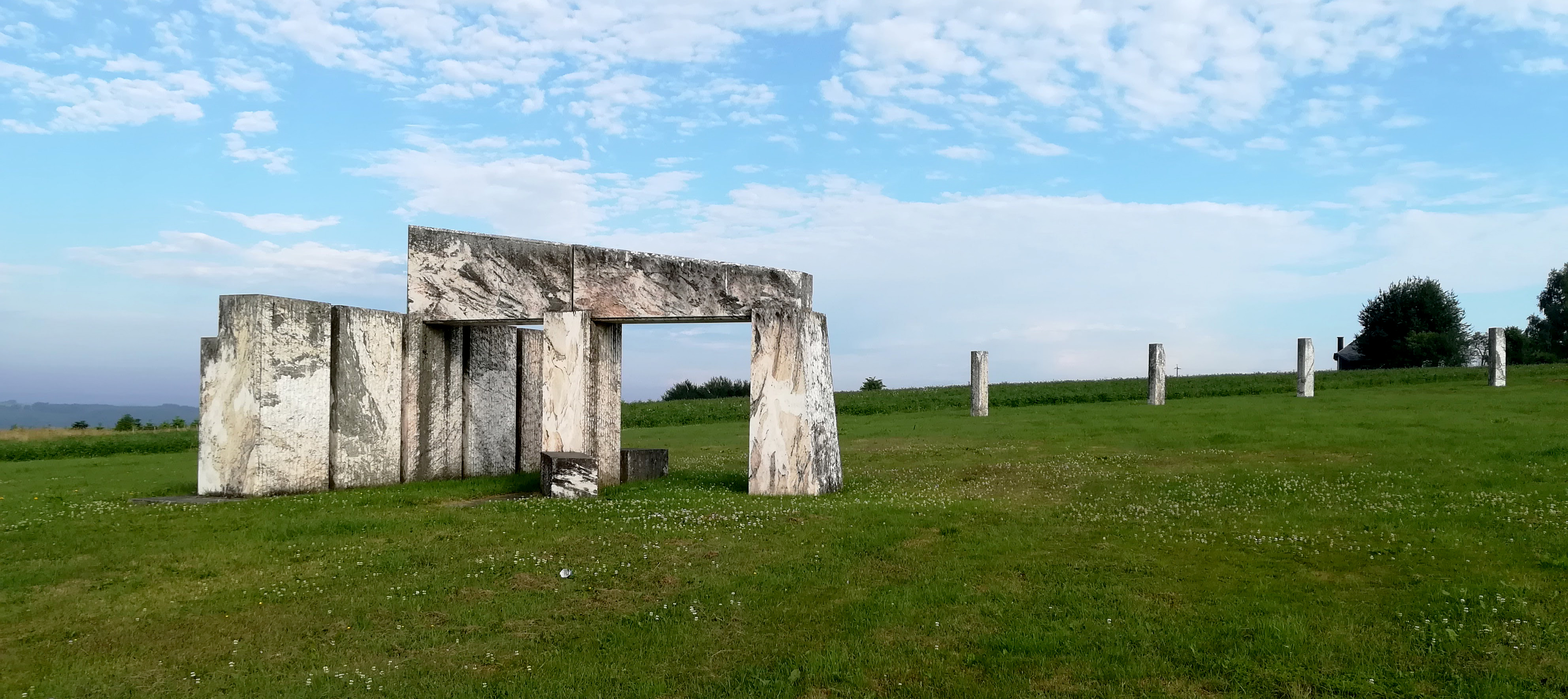
Overzicht monument
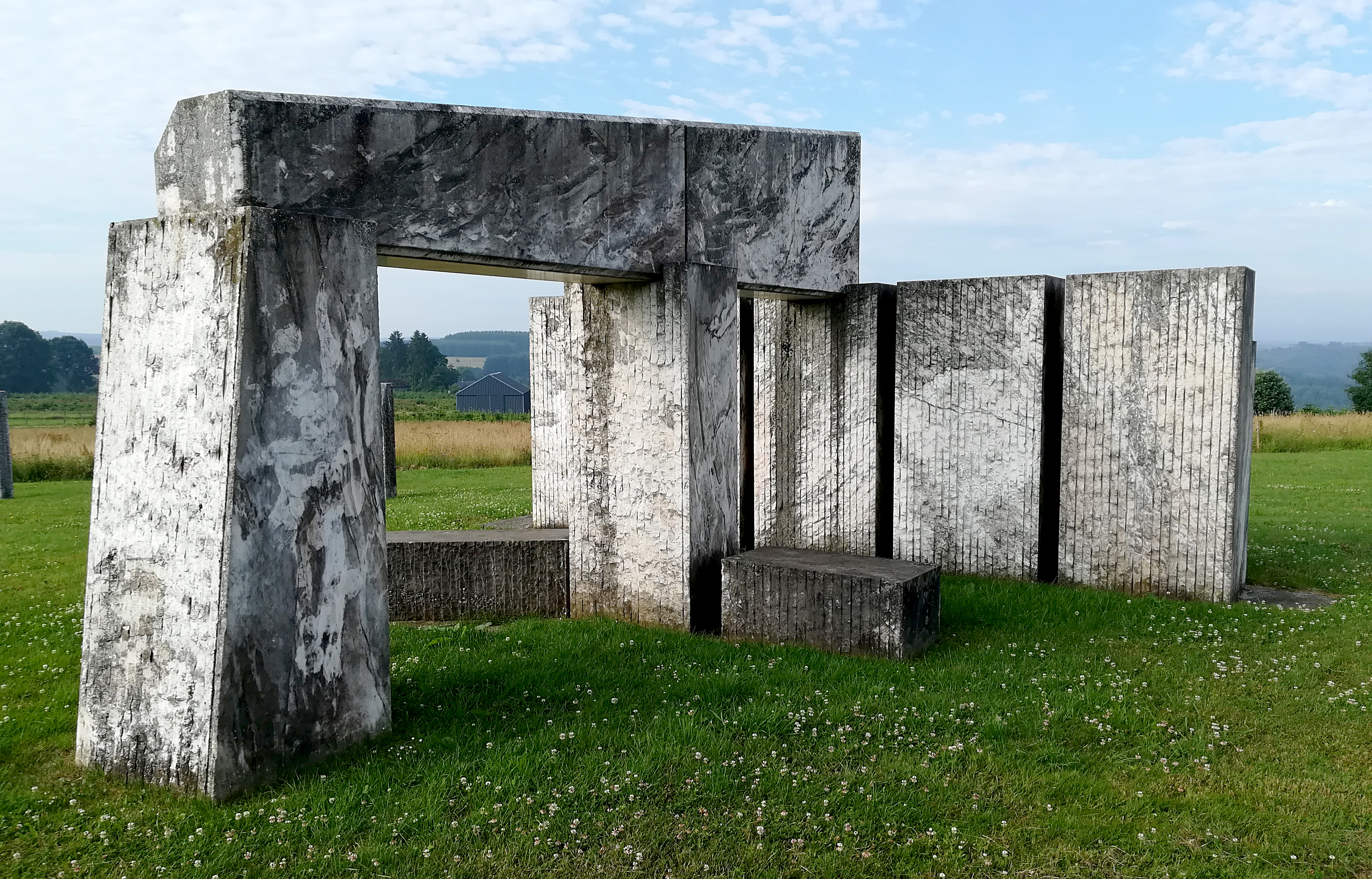
Het portiek
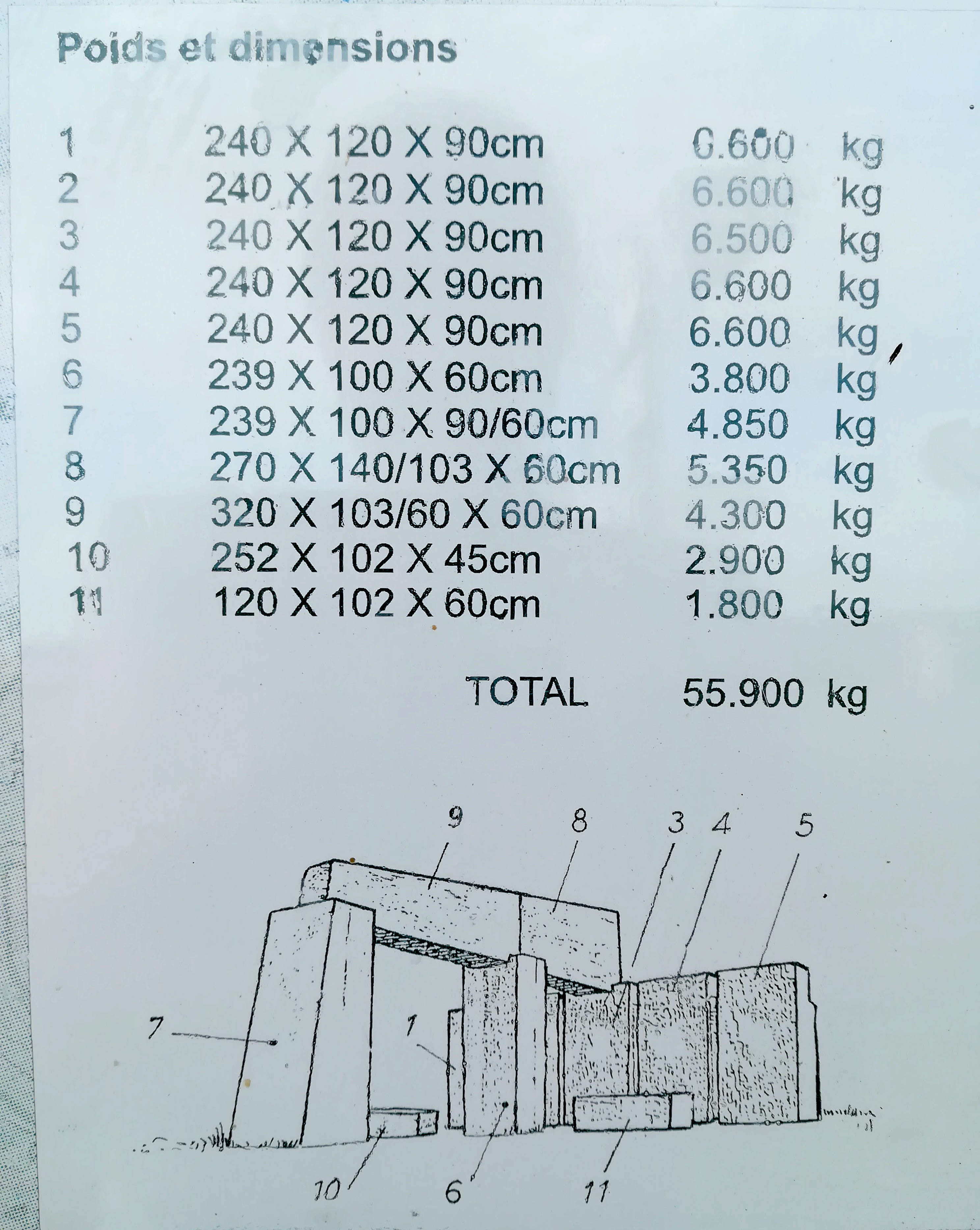
Gewicht en afmetingen van het kunstwerk